# Асен Николов
Асен Николов (болг. Асен Николов; 12 вересня 1891, Ямбол — ? грудень 1946) — болгарський офіцер (генерал-лейтенант).

## Біографія
Народився 12 вересня 1891 році в місті Ямбол. У 1912 року закінчив Військове училище в Софії. У 1934 році займав посаду начальника Артилерійської школи в Софії. З 1936 року — начальник артилерійського відділу другої військовоінспекційної області. У 1938 році був призначений командиром другої піхотної тракійської дивізії. 4 вересня 1944 року був захоплений німецькою армією. У жовтні 1944 року відмовився приєднатися до створення болгарської військової частини для боротьби на німецькій стороні. У грудні того ж року Александр Цанков запропонував йому приєднатися до його закордонного уряду, але він також відмовився. У період з грудня 1944 по 1945 роках був військовополоненим у таборі Офлаг-8. 15 березня 1945 році був засуджений до смертної кари четвертою Верховною палатою Народного Суду, але Верховний касаційний суд скасував вердикт. Того ж року повернувся до Болгарії, але в 1946 році все-таки був розстріляний.

## Військові звання
- Підпоручник (2 серпня 1912)
- Лейтенант (2 серпня 1914)
- Капітан (20 липня 1917)
- Майор (27 листопада 1923)
- Підполковник (5 грудня 1927)
- Полковник (18 липня 1934)
- Генерал-майор (1940)
- Генерал-лейтенант (1943)